# Валверде (Мірандела)
Валверде (порт. Valverde; МФА: [vaɫ.ˈveɾ.dɨ]) — парафія в Португалії, у муніципалітеті Мірандела. Розташована в північно-східній частині країни, на теренах історичної португальської провінції Трансмонтана. Входить до складу округу Браганса. За адміністративним поділом, чинним до 1976 року, терени парафії були складовою провінції Трансмонтана і Верхнє Дору. Належить до Брагансько-Мірандської діоцезії Католицької церкви. Патрон — Діва Марія. Площа — 17,6103 км². Населення — 144 ос. (2011). Слабо урбанізований регіон. Густота населення — 8,18 осіб/км²
. Код — 040735.

## Населення
| Кількість мешканців | Кількість мешканців | Кількість мешканців | Кількість мешканців | Кількість мешканців | Кількість мешканців | Кількість мешканців | Кількість мешканців | Кількість мешканців | Кількість мешканців | Кількість мешканців | Кількість мешканців | Кількість мешканців | Кількість мешканців | Кількість мешканців |
| ------------------- | ------------------- | ------------------- | ------------------- | ------------------- | ------------------- | ------------------- | ------------------- | ------------------- | ------------------- | ------------------- | ------------------- | ------------------- | ------------------- | ------------------- |
| 1864                | 1878                | 1890                | 1900                | 1911                | 1920                | 1930                | 1940                | 1950                | 1960                | 1970                | 1981                | 1991                | 2001                | 2011                |
| 243                 | 289                 |                     | 258                 | 258                 | 234                 | 290                 | 335                 | 323                 | 266                 | 205                 | 292                 | 213                 | 198                 | 144                 |